# Carmen Guarini
Carmen Guarini ( Argentina, 18 de enero de 1953 ) es una antropóloga, directora, profesora y productora de cine especializada en documentales que ha realizado una importante obra en ese género. 

## Carrera profesional
Obtuvo su doctora en la Universidad de Nanterre, Francia, cursó Cine Antropológico bajo la dirección de Jean Rouch en 1988 y realizó seminarios de especialización con Fernando Birri, Jean Louis Comolli y Jorge Prelorán. Es Investigadora del CONICET, docente de Antropología Visual de la Universidad de Buenos Aires, directora del Área de Antropología Visual (AAV-UBA) y docente en la Maestría en Cine Documental de la Universidad del Cine; también dicta cursos en el Observatorio de Cine y en la Escuela Internacional de Cine y Televisión, una escuela de medios audiovisuales situada en San Antonio de Los Baños, Cuba y ha sido Profesora Invitada en Francia y España. 
Con Marcelo Céspedes fundó en 1986 la productora Cine-Ojo, y en el 2001 el Festival y Forum DocBuenosAires. 
Trabajó como productora con numerosos directores argentinos, entre los que se encuentran Andrés Di Tella, Alejandro Fernández Mouján, Pedro Fernández Mouján, Jorge Goldenberg, Edgardo Cozarinsky, Cristian Pauls y Sergio Wolf. 
Por su labor en el cine obtuvo premios en importantes festivales nacionales e internacionales.

## Filmografía
Directora
- Ata tu arado a una estrella (2018)
- Walsh entre todos  (2015)
- Calles de la memoria  (2012)
- D-Humanos ("Baldosas en Buenos Aires"), (2011)
- Gorri  (2010)
- Meykinof  (2005)
- El diablo entre las flores  (cortometraje) (2004)
- H.I.J.O.S., el alma en dos  (2002)
- Compañero Birri  (inédita) (2001)
- Tinta roja  (1998)
- Jaime de Nevares, último viaje  (1995)
- En el nombre de la seguridad nacional  (1994)
- Historias de amores semanales  (1993)
- La voz de los pañuelos (cortometraje)  (1992)
- La noche eterna  (1991)
- A los compañeros la libertad  (cortometraje) (1987)
- Buenos Aires, crónicas villeras  (1986)

Producción
- Ata tu arado a una estrella (2018)
- Walsh entre todos  (2015)
- Calles de la memoria  (2012)
- Gorri  (2010)
- Madres con ruedas  (2006)
- Los perros  (2004)
- La televisión y yo (notas en una libreta)  (2002)
- Por la vuelta  (2002)
- El siglo del viento  (1999)
- Buenos Aires, crónicas villeras  (1986)

Producción ejecutiva
- Walsh entre todos  (2015)
- Saldaño. El sueño dorado  (2014)
- Sangre de mi sangre  (2014)
- Regreso a Fortín Olmos  (2008)
- Pulqui, un instante en la patria de la felicidad  (2007)
- Fotografías  (2007)
- Bialet Massé, un siglo después  (2006)
- Murgas y murgueros  (2003)
- El tiempo y la sangre  (2004)
- Prohibido dormir  (2004)
- Yo no sé qué me han hecho tus ojos  (2003)
- H.I.J.O.S., el alma en dos  (2002)
- Tango deseo (cortometraje)  (2002)
- Yo, Sor Alice  (2001)

Productor asociado
- Liniers, el trazo simple de las cosas  (2010)

Dirección de producción
- Ronda nocturna  (2005)

Cámara
- Walsh entre todos  (2015)
- Calles de la memoria  (2012)
- H.I.J.O.S., el alma en dos  (2002)

Sonido
- La voz de los pañuelos (cortometraje)  (1992)

Guionista
- Ata tu arado a una estrella (2018)
- Walsh entre todos  (2015)
- Calles de la memoria  (2012)
- Cuentas del alma. Confesiones de una guerrillera  (2012)
- Gorri  (2010)
- Meykinof  (2005)
- H.I.J.O.S., el alma en dos  (2002)
- Tinta roja  (1998)
- Jaime de Nevares: Último viaje  (1995)
- Historias de amores semanales  (1993)
- A los compañeros la libertad  (cortometraje) (1987)
- Hospital Borda: un llamado a la razón  (1986)
- Buenos Aires, crónicas villeras  (1986)

Fotografía
- Walsh entre todos  (2015)
- Calles de la memoria  (2012)
- Gorri  (2010)
- Meykinof  (2005)
- Por la vuelta  (2002)
- H.I.J.O.S., el alma en dos  (2002)

Montaje
- Ata tu arado a una estrella (2018)
- Walsh entre todos  (2015)
- Madres con ruedas  (2006)
- Por la vuelta  (2002)
- H.I.J.O.S., el alma en dos  (2002)
- Tinta roja  (1998)

Textos
- Calles de la memoria  (2012)
- Jaime de Nevares: Último viaje  (1995)

Making of
- Ronda nocturna  (2005)

Dirección de arte
- Espejo para cuando me pruebe el smoking  (2005)

## Premios
- Premio Konex en el rubro Documental
  - Diploma al Mérito en 2001 (compartido con Marcelo Céspedes)
  - Diploma al Mérito en 2011
- Asociación de Cronistas Cinematográficos de la Argentina
  - Candidata al Premio Cóndor de Plata al Mejor guion documental de 2006 por H.I.J.O.S., el alma en dos
- Festival Internacional del Nuevo Cine Latinoamericano de La Habana) de 2002.
  - Mención Especial como mejor documental para H.I.J.O.S., el alma en dos compartido con Marcelo Céspedes.
- Festival Internacional de cine documental, cortometrajes y animación de Bombay (India) de 2000
  - Mención Especial del FIPRESCI concedida por Tinta roja compartido con Marcelo Céspedes por su excelente retrato de un tema delicado con una excelente fotografía.
- Mención Especial de la Organización Católica Internacional del Cine (OCIC) en 1995 por Jaime de Nevares, último viaje  compartido con Marcelo Céspedes.